# Personnages de Stargate Atlantis
 (janvier 2025).
- Si vous ne connaissez pas le sujet, laissez ce bandeau (vous pouvez alors contacter les auteurs).
- Si vous supprimez le contenu mis en cause (vous pouvez préalablement contacter les auteurs),

argumentez précisément cette suppression dans la page de discussion
(un manque de référence n'est pas un argument ; une recherche réelle de référence doit avoir été effectuée, être formellement documentée).

Cet article présente les personnages de la série télévisée Stargate Atlantis.
 (juin 2024).

## Personnages principaux

### John Sheppard

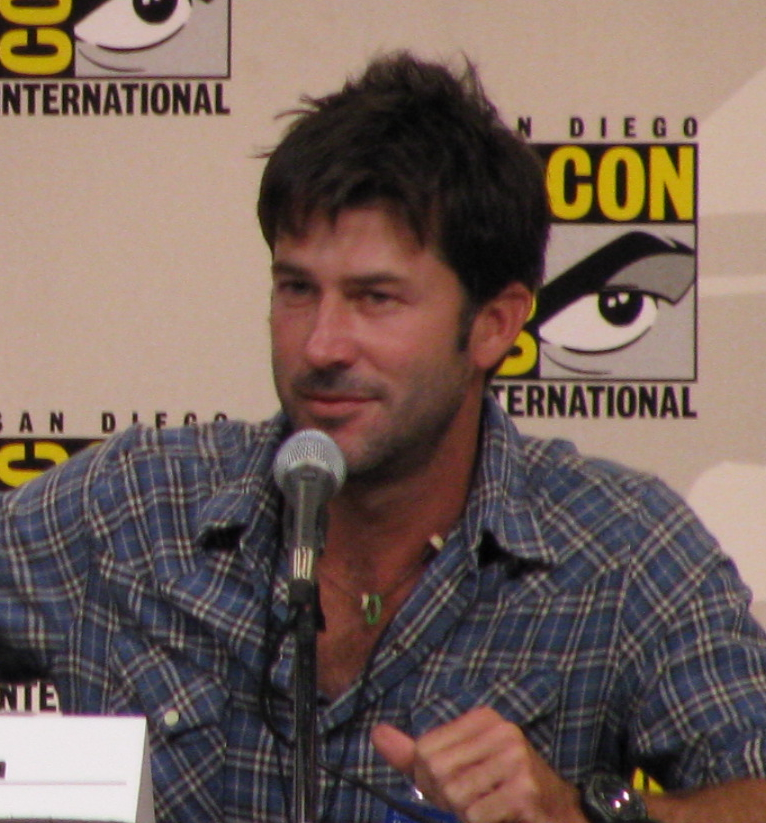
Joe Flanigan

Le lieutenant-colonel (précédemment major) John Sheppard (États-Unis) est le militaire le plus haut gradé de l'expédition d'Atlantis à ce titre, il commande l'équipe d'exploration principale de la cité. Ce personnage est interprété par l'acteur Joe Flanigan.

### Rodney McKay
Le Dr Rodney McKay (Canada), est un personnage interprété par l'acteur David Hewlett. C'est un scientifique, spécialiste en astrophysique et en physique théorique.

### Aiden Ford
Le lieutenant Aiden Ford (États-Unis) est un Marines affecté dans l'US Air Force, il est membre de l'expédition sur Atlantis. Ce personnage est interprété par l'acteur Rainbow Sun Francks.

### Teyla Emmagan
Teyla Emmagan est interprété par l'actrice Rachel Luttrell le personnage est un extra-terrestre originaire de la planète Athos dans la galaxie de Pégase. 

### Elizabeth Weir
Le docteur Elizabeth Weir (États-Unis) est introduite à la fin de la saison 7 de Stargate SG-1. Interprété par Torri Higginson dans Stargate Atlantis, ce personnage est une diplomate nommée provisoirement à la tête du SGC.

### Carson Beckett
Le docteur Carson Beckett (Écosse) joué par Paul McGillion est le médecin principal de l'expédition durant les premières années. 

### Ronon Dex
Ronon Dex est un personnage interprété par Jason Momoa qui apparaît au cours de la saison 2, il remplace le lieutenant Aiden Ford.

### Jennifer Keller

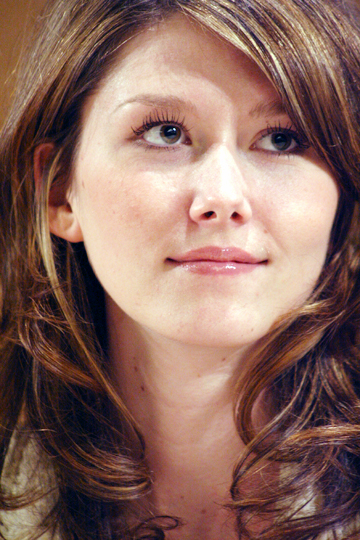
Jewel Staite

Le docteur Jennifer Keller (États-Unis) jouée par l'actrice Jewel Staite est la nouvelle responsable médicale d'Atlantis après le décès du Dr Beckett. 

### Samantha Carter
Le colonel Samantha Carter (États-Unis) interprété par l'actrice Amanda Tapping est à l'origine un personnage principal de la série Stargate SG-1. Elle est transférée sur Atlantis à partir de la saison 4 pour en prendre le commandement après la mort du Dr Weir.

### Richard Woolsey
Richard Woolsey (États-Unis) interprété par l'acteur Robert Picardo est à l'origine un personnage secondaire de la série Stargate SG-1. Il prend le commandement de l'expédition au début de la saison 5.

## Autres personnages de la Terre

### Membres de l’expédition Atlantis

#### Médicaux
- Kate Heightmeyer (États-Unis) est interprétée par l'actrice Claire Rankin[1]. C'est la psychologue de l'expédition. Le personnage meurt dans l'épisode quatrième épisode de la saison 4.

#### Militaires
- Le colonel Marshall Sumner (États-Unis) est interprété par l'acteur Robert Patrick. Membre du corps des Marines des États-Unis, Sumner est l'officier militaire supérieur de l'expédition Atlantis.

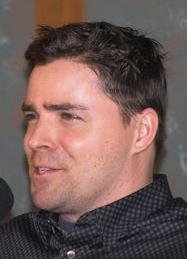
Kavan Smith

- Le major Evan Lorne (États-Unis), interprété par Kavan Smith[1]. Il apparait pour la première fois dans l'épisode Chasse à l'homme. Kavan Smith était supposé jouer un autre personnage dans Stargate Atlantis, mais les producteurs ont décidé de garder Lorne depuis qu'il était devenu populaire des fans, et ont reconduit Kavan Smith dans ce rôle.
- Le lieutenant Laura Cadman (États-Unis) est jouée par Jaime Ray Newman. Elle apparaît la première fois dans l'épisode A Corps Perdu dans la Saison 2 et réapparaît dans l'épisode Masse Critique.

#### Scientifiques
- Le Dr Radek Zelenka (République tchèque) est un personnage joué par David Nykl[1]. Il fait partie du premier contingent envoyé par la porte des étoiles sur la cité d'Atlantis, le docteur Zelenka possède de nombreuses connaissances scientifiques importantes pour l'expédition dont l'un des objectifs est la découverte et l'utilisation de la technologie des Anciens.
- Katie Brown (États-Unis) est une botaniste interprétée par Brenda James.
- Peter Kavanagh (États-Unis) est un scientifique basé sur Atlantis. En raison des divergences entre lui et le docteur Weir, il décide de quitter la cité après le siège. Lors de la saison 2, il demande la possibilité de reprendre son poste. À peine de retour, il est accusé à tort par les membres de l'expédition d'être un espion Goa'uld. Disculpé après enquête, il quittera définitivement Atlantis. Plus tard, il deviendra technicien de la Station Midway avant sa destruction, dont il sera involontairement responsable.Il sera finalement muté sur le Dédale, où il repèrera une transmission interdimensionnelle donnant les coordonnées de la Terre à un super vaisseau-ruche Wraith. Il est joué par Ben Cotton[1].

#### Techniciens
- Sergent Chuck (Canada), responsable de la salle de contrôle d'Atlantis, joué par Chuck Campbell[1].
- Peter Grodin (Royaume-Uni), technicien d'Atlantis joué par Craig Veroni[1], il est mort dans l'attaque du satellite de défense.
- Amelia Banks (États-Unis), technicienne de la salle de contrôle d'Atlantis, jouée par Sharon Taylor[1].

### Équipage des vaisseaux
- Colonel Steven Caldwell, commandant du Dédale joué par Mitch Pileggi[1].
- Dr Lindsey Novak, ingénieure en chef du Dédale jouée par Ellie Harvie.
- Colonel Abraham "Abe" Ellis, commandant de l'Apollo jouée par Michael Beach[1].

## Personnages extra-terrestres

### Anciens
- Janus : vivait sur Atlantis il y a 10 000 ans. Il créa une machine à remonter le temps. Il aida aussi Elizabeth Weir lors de son retour au temps des Anciens, quand elle voulut se mettre en état de stase, afin de changer d'E2PZ pendant les 10 000 ans qui la séparaient de la venue de l'expédition Atlantis. On découvre dans l'épisode 5x10 que Janus était également l'inventeur d'une arme ultime contre les Wraiths (l'Attero). Cette arme fut finalement abandonnée en raison des perturbations qu'elle générait dans le réseau de porte des étoiles. Janus possédait également un laboratoire secret sur Atlantis découvert par l'expédition lors de ce même épisode. On apprend également qu'il avait construit un laboratoire "caché", et que l'un de ses apprentis l'aurait vu soudain disparaitre. Il s'agit en fait d'un hologramme solide fragilisable par une onde sonore générée lorsque l'on tape dans l'ordre les lampes du couloir générant chacune un son complémentaire aux deux autres.
  - Interprété par Gildart Jackson.
- Moros : Lantien qui quitta Atlantis pour la Terre il y a une dizaine de milliers d'années. Il dirigeait le Haut Conseil d'Atlantis. Lors de son retour sur Terre, il choisit la voie de la méditation de l'isolement. Il s'est ensuite élevé vers un plan d'existence supérieur. Puis il est revenu dans le plan d'existence des mortels il y a environ 1500 ans et prit le nom de Merlin pour construire secrètement une arme capable de contrer les êtres élevés (les Oris). Il fut maintenu en état de stase dans une grotte (épisode 10x11 de Stargate SG1) par Morgane qui voulait protéger le seul homme capable de reconstruire l'arme anti-Oris lorsque le moment sera venu. Il est sorti de stase en 2006 par l'équipe SG-1 mais son corps est beaucoup trop vieux et sur le point de mourir. Il transfère alors sa conscience dans le corps de Daniel Jackson afin d'avoir le temps nécessaire pour construire son arme. Son esprit meurt en 2007 juste après que l'arme fut activée et envoyée dans la galaxie des Oris.
  - Interprété par Matthew Walker.
- Morgane : Lantienne également connue sous le nom de Ganos Lal, ou encore sous celui de la Fée Morgane, elle quitta Atlantis il y a une dizaine de milliers d'années ; membre du dernier Haut Conseil d'Atlantis, elle créa l'interface holographique d'enseignement lantien à son image. Des milliers d'années plus tard, après s'être élevée, elle sera chargée de surveiller Merlin, lorsque celui-ci fabriquera l'arme anti-Oris. Ganos Lal sera enfin l'ancienne qui affrontera jusqu'à la nuit des temps la dernière Ori : Adria.
  - Interprétée par Sarah Strange.
- Capitaine Helia : Lantienne ayant fui la cité d'Atlantis après l'assaut de celle-ci par les Wraiths, elle est aux commandes du Tria, un vaisseau de guerre de classe Aurore. Malheureusement leur hypernavigateur tomba en panne sur le chemin du retour sur Terre, elle fut retrouvée au bout de 10 000 ans par les membres du vaisseau terrien Dédale et reprit le contrôle d'Atlantis en demandant aux Terriens de l'Expédition Atlantis, ainsi qu'aux Athosiens présents sur le continent, de quitter immédiatement la planète. Elle meurt 6 semaines plus tard lors de l'assaut des Asurans sur la cité.
  - Interprétée par Megan Leitch
- Shaya Sar : également nommée Hatar depuis qu'elle s'est élevée, Shaya est une Ancienne qui a refusé de laisser la planète qu'elle protégeait sans défense contre les Wraiths. L'expédition la rencontre lors de la saison 1, elle fut condamnée par les autres élevés à protéger Proculis jusqu'à la fin des temps.
  - Interprétée par Leonor Varela.

### Athosiens
- Halling, interprété par l'acteur Christopher Heyerdahl, est le père de Jinto. Halling fut le premier Athosien adulte rencontré par l’équipe d'Atlantis sur la planète Athos. Il les mena jusqu'à Teyla Emmagan, la directrice de leur groupe. Très spirituel, Halling est loyal envers ses compatriotes et son fils qu’il aime beaucoup. Il voyagea avec le reste des Athosiens vers Atlantis pour établir une société à l’abri d’une attaque des Wraiths. Il servit brièvement de guide à l’équipe de reconnaissance dirigée par le sergent Stackhouse avant de rejoindre les Athosiens qui venaient d’être relocalisés sur un continent découvert récemment.
- Jinto, interprété par le jeune acteur Reece Thompson, est le fils de Halling. Jinto connaît plusieurs adresses de porte des étoiles, puisque les Athosiens ont utilisé la porte des étoiles pour visiter plusieurs mondes. Avec son ami Wex, Jinto jouait dans les bois d'Athos malgré l'interdiction d'y aller la nuit. Les deux garçons furent les premiers Athosiens rencontrés par l’équipe d'Atlantis. Après l’attaque des Wraiths sur Athos, Jinto voyagea avec le reste des Athosiens vers Atlantis pour établir une société à l’abri d’une attaque des Wraiths. Quelque temps plus tard, les Athosiens furent relocalisés sur un continent découvert récemment. Jinto est très proche de son père et considère le major John Sheppard comme son idole.
- Wex, interprété par le jeune acteur Casey Dubois, est le meilleur ami de Jinto, le fils de Halling. Wex est un jeune Athosien vivant avec le reste de son peuple sur le continent situé près de Atlantis.
- Kanaan est un Athosien qui devient le compagnon de Teyla. Comme elle, il possède de l'ADN wraith. Il sera enlevé, manipulé génétiquement et mentalement par Michael avant d'être sauvé par l'équipe de Sheppard et le Dr Jennifer Keller. Vit actuellement avec les siens et s'occupe de son fils Torren John qu'il a eu avec Teyla.Il est interprété par Patrick Sabongui
- Torren John Emmagan. Fils de Teyla et de Kanaan, il naît dans le premier épisode de la saison 5 à bord du vaisseau-ruche de Michael (celui-ci avait enlevé Teyla pour lui prendre son fils). Double héritier d'ADN wraith de ses parents, il est unique et convoité par Michael pour ses recherches génétiques.

### Geniis
- Ladon Radim, nouveau chef des Geniis après le coup d'état fatal à Cowen. Il est interprété par Ryan Robbins[1].
- Cowen était le premier leader des Geniis, avant qu'il soit renversé et tué par Ladon Radim. C'était un dirigeant très ferme, voire tyrannique. Il est interprété par Colm Meaney.
- Acastus Kolya était un haut commandant militaire et instructeur avant de devenir un "renégat" après le coup d'état. C'était un ennemi d'Atlantis (qu'il essaya d'envahir - épisode 1x10 - En pleine tempête). Sa haine envers le colonel John Sheppard lui a été fatale lors d'un duel. Interprété par Robert Davi[1].
- Sora est une jeune Genii, militaire comme son père Tyrus (interprété par Ari Cohen) et amie de Teyla. Lors d'une mission, Tyrus est capturé par les Wraiths et Sora rend Teyla responsable de sa mort, et les deux jeunes femmes s'affronteront lors de la prise d'otage d'Atlantis lors de l'épisode 1x10 - En pleine tempête. Elles se réconcilieront à la fin. Interprété par Erin Chambers.

### Wraiths
- Todd, un Wraith qui s'allie à Sheppard pour s'échapper d'une base ennemie tenue par les Geniis. Par la suite, il parvient avec Sheppard à rallier temporairement les deux camps afin d'affronter les Asurans. Les membres d'Atlantis l'appelaient toujours "Notre ami wraith", et Sheppard proposa Todd en hommage à quelqu'un qu'il avait connu durant ses études. Au dernier épisode de la série, il se trouve à bord d'Atlantis. Il est interprété par Christopher Heyerdahl[1] qui interprète aussi Halling, un Athosien.
- Michael Kenmore est un Wraith transformé en humain grâce à un rétrovirus découvert par l'expédition Atlantis, et qui restera finalement un hybride humain-Wraith. Ce personnage a une approche différente des autres Wraiths. Pour ceux-ci, il est imparfait car il a une plus grande part d'humanité. Mais il ne se considère pas comme un humain et surtout pas par les autres humains qui le considèrent comme un malade. Rejeté tant par les Wraith que par les autres humains, il finira par réutiliser le rétrovirus pour constituer sa propre faction d'Hybrides, tout en utilisant le poison hoffan sur les humains afin de détruire la race des Wraith. Il est tué par Teyla pour avoir voulu faire des expériences sur son fils. Il est interprété par Connor Trenneer[1].
- Kenny est le second de Todd[2]
- "La Prééminente" est une reine wraith assassinée par Todd[2]. C'est la plus puissante des reines de la faction Wraith à laquelle appartient Todd. Elle accéda au pouvoir en tuant sa prédécesseur. Les soldats Wraiths, voyant cet acte, comprirent dès lors que leur reine est à présent celle qui tue la reine déjà installée au pouvoir, ce qui pousse Todd à tuer la Prééminente afin que Teyla, déguisée en reine Wraith, prenne le pouvoir à sa place; mais l'Athosienne devant retourner au plus vite sur Atlantis, elle nomme Todd comme commandant direct du vaisseau-mère de la "Prééminente"; et par extension de toute la faction Wraith.
- Steeve est le premier Wraith capturé par l'expédition Atlantis. Il fut malencontreusement empoisonné lors d'un essai expérimental pour développer un sérum pour les humains, dont le but était d'empêcher les Wraiths de s'en nourrir.
- Bob est le Wraith qui a réussi à s'infiltrer sur Atlantis en se téléportant dans la cité avant d'autodétruire son dart dans l'épisode 1x16 - La communauté des quinze. Suivant sa capture et son emprisonnement, le major Sheppard décida de nommer ce Wraith, qui refusait aussi de donner son nom, "Bob". Il fut abattu par Sheppard quand il tenta de s'évader.
- La gardienne d'un vaisseau-ruche interprété par l'actrice Andee Frizzell (qui interprètera également les autres reines Wraith tout au long de la série, sauf la Prééminente). C'est une femelle responsable de la protection des Wraiths en hibernation sur le vaisseau-ruche. La Gardienne était protégée par un petit groupe de soldats et était elle-même un dispositif de sécurité : lorsqu’elle fut tuée par le major John Sheppard, toute la population des Wraiths se réveilla[3].
- Ellia est une jeune demi-Wraith adoptée par un humain. Beckett voulut utiliser son rétrovirus pour la rendre humaine, mais par accident Ellia se l'injecta alors qu'il n'était pas au point. Elle devint agressive et Ronon dut la tuer alors qu'elle attaquait Sheppard[4]. Elle est interprétée par Jewel Staite qui joue également Jennifer Keller.
- Erik, le Wraith accompagnant sa reine sur Atlantis[5].
- Spike, le Wraith qui se déguise en humain pour passer inaperçu sur Terre, et jouant au poker[6]. Il fabriquera une machine pour envoyer un message à ses congénères wraiths, indiquant la position de la Terre; mais il sera pulvérisé par une frappe aérienne dans la tentative, même si son message arrive finalement dans une autre réalité.

### Autres
- Lucius Lavin, un humain ingénieux utilisant des technologies pour s'attirer la gloire et l'admiration[7],[8]. Il a aussi tendance à en rajouter sur ses « actes de bravoures ». Il est interprété par Richard Kind[1], qui jouait également le Dr Gary Meyers dans le film Stargate.
- Harmony est une jeune princesse de 13 ans qui doit effectuer un pèlerinage pour accéder au trône. Pour cela McKay et Sheppard l'accompagnent jusqu'au temple de Laros.
  - Interprétée par Jodelle Ferland.

### Acteurs
1. ↑  (en) « Joe Flanigan », Imdb (consulté le 13 décembre 2011)
2. ↑  (en) « David Hewlett », Imdb (consulté le 13 décembre 2011)
3. ↑  (en) « Rainbow Sun Francks », Imdb (consulté le 13 décembre 2011)
4. ↑  (en) « Rachel Luttrell », Imdb (consulté le 13 décembre 2011)
5. ↑  (en) « Torri Higginson », Imdb (consulté le 13 décembre 2011)
6. ↑  (en) « Paul McGillion », Imdb (consulté le 13 décembre 2011)
7. ↑  (en) « Jason Momoa », Imdb (consulté le 13 décembre 2011)
8. ↑  (en) « Jewel Staite », Imdb (consulté le 13 décembre 2011)
9. ↑  (en) « Amanda Tapping », Imdb (consulté le 13 décembre 2011)
10. ↑  (en) « Robert Picardo », Imdb (consulté le 13 décembre 2011)

### Autres
1. 1 2 3 4 5 6 7 8 9 10 11 12 13 14  « Stargate Atlantis - All characters », MGM (consulté le 3 novembre 2013)
2. 1 2  Stargate Atlantis, 5*08 La nouvelle reine
3. ↑  Stargate Atlantis, 1*01-1*02 Une nouvelle ère
4. ↑  Stargate Atlantis, 2*07 Instinct
5. ↑  Stargate Atlantis, 2*20 Les Alliés
6. ↑  Stargate Atlantis, 5*19 Las Vegas
7. ↑  Stargate Atlantis, 3*03 Irrésistible
8. ↑  Stargate Atlantis, 3*13 Invincible